# Speocarcinus carolinensis
Speocarcinus carolinensis är en kräftdjursart som beskrevs av William Stimpson 1859. Speocarcinus carolinensis ingår i släktet Speocarcinus, överfamiljen Xanthoidea, ordningen tiofotade kräftdjur, klassen storkräftor, fylumet leddjur och riket djur. Inga underarter finns listade i Catalogue of Life.